# Metallospora catori
Metallospora catori là một loài bướm đêm trong họ Geometridae.